# Nioniogo (Absouya)
Pour les articles homonymes, voir Nioniogo.
Nioniogo, également orthographié Nyonyogo, est une localité située dans le département d'Absouya de la province duBassitenga dans la région de Oubri au Burkina Faso.

## Géographie
Nioniogo se trouve à 6 km au sud d'Absouya, le chef-lieu du département.

## Santé et éducation
Nioniogo accueille un centre de santé et de promotion sociale (CSPS) tandis que le centre médical avec antenne chirurgicale (CMA) de la province se trouve à Ziniaré.
Le village possède une école primaire publique.